# Megachile paratasmanica
Megachile paratasmanica är en biart som beskrevs av Rayment 1955. Megachile paratasmanica ingår i släktet tapetserarbin, och familjen buksamlarbin. Inga underarter finns listade i Catalogue of Life.